# Hersilia flagellifera
Espèce
Hersilia flagellifera est une espèce d'araignées aranéomorphes de la famille des Hersiliidae.

## Distribution
Cette espèce se rencontre est à Sumatra en Indonésie et au Laos.

## Description
Le mâle mesure 3,90 mm et la femelle 4,15 mm.

## Publication originale
- Baehr & Baehr, 1993 : The Hersiliidae of the Oriental Region including New Guinea. Taxonomy, phylogeny, zoogeography (Arachnida, Araneae). Spixiana Supplement, vol. 19, p. 1-96 (texte intégral).